# Саїнтамарату-06
Грама Ніладхарі Саїнтамарату-06 (№ KP/52C) — Грама Ніладхарі підрозділу ОС Саїнтамарату, округ Ампара, Східна провінція, Шрі-Ланка.

## Демографія
| Населення (2007) | Населення (2007) | Населення (2007) | Населення (2007) | Населення (2007) |
| Населення        | Чоловіки         | Жінки            | Діти             | Дорослі          |
| ---------------- | ---------------- | ---------------- | ---------------- | ---------------- |
| 1156             | 562              | 594              | 422              | 734              |